# نعوه (دهستان)
 نعوه  دهستانی است در (وادی بلدة احمروه)، شمال غربی صنعا بمسافت ۱۴ کیلومتر، در اعمال (همدان)، از توابع استان حَجّه در کشور یمن در شبه جزیره عربستان. 

## جمعیت
جمعیت آن ۴۷۹ نفر (۹ خانوار) می‌باشد.

## منبع
- المقحفی، ابراهیم، احمد ، (مُعجَم المُدُن وَالقَبائِل الیَمَنِیَة) ، منشورات دار الحکمة، صنعاء، چاپ پنجم، وانتشار سال ۱۹۸۵ میلادی به (عربی).